# خوزه سانتوس زلایا
خوزه سانتوس زلایا (انگلیسی: José Santos Zelaya؛ ۱ نوامبر ۱۸۵۳ – ۱۷ مه ۱۹۱۹) سیاستمدار اهل نیکاراگوئه بود. وی از ۲۵ ژوئیه ۱۸۹۳ تا ۲۱ دسامبر ۱۹۰۹ رئیس‌جمهور این کشور بود.
خوزه سانتوس زلایا در ۱۷ مه ۱۹۱۹، در سن ۶۵ سالگی درگذشت.